# Uwe Schneider
Uwe Schneider (Stoccarda, 28 agosto 1971) è un ex calciatore tedesco, di ruolo difensore.
Dal 2008 ricopre il ruolo di direttore atletico del Villingen.

## Carriera
Con lo Stoccarda vinse un campionato di Germania.

## Palmarès

### Club

#### Competizioni nazionali
- Campionato tedesco: 1

Stoccarda: 1991-1992
- Fußball-Regionalliga: 1

Norimberga: 1996-1997